# Loren Juarros
Pour les articles homonymes, voir Juarros et García.
 (octobre 2014).
Si vous disposez d'ouvrages ou d'articles de référence ou si vous connaissez des sites web de qualité traitant du thème abordé ici, merci de compléter l'article en donnant les références utiles à sa vérifiabilité et en les liant à la section « Notes et références ».
Lorenzo Juarros García, plus connu sous le nom de Loren, est un footballeur espagnol, né le 7 octobre 1966 à Mambrillas de Lara dans la province de Burgos. Il effectue l'essentiel de sa carrière avec la Real Sociedad.

## Biographie

### Real Sociedad
Loren naît en Castille mais il passe son enfance et jeunesse dans le Pays basque, à Ibarra. Il commence à jouer au poste de défenseur central avec les juniors du Tolosa CF. Il est repéré par la Real Sociedad qui le recrute.
En 1984, il commence à jouer avec San Sebastián CF, l'équipe filiale de la Real Sociedad, en Segunda División B. Il débute en première division avec l'équipe première de la Real le 9 septembre 1984 face au Málaga CF. Ce début est dû à la grève des joueurs professionnels qui oblige les clubs à faire appel aux joueurs des équipes filiales. Loren n'a alors que 17 ans et joue au poste de défenseur. Lors de ses deux saisons avec Sanse CF, il joue 32 matchs et marque 14 buts. C'est au cours de ces deux saisons qu'il se reconvertit en avant-centre en raison de sa force physique et de sa facilité à marquer de la tête.
En 1986, l'entraîneur John Benjamin Toshack intègre définitivement Loren en équipe première. À la suite des départs de Pedro Uralde et de Jesús María Satrústegui au terme de la saison 1985-1986, Loren se fait une place dans l'attaque de la Real et joue plusieurs matchs (30 matchs joués et 7 buts marqués). Il devient la référence à la pointe de l'attaque même si la deuxième ligne d'attaquant (José Mari Bakero, Txiki Begiristain ou Roberto López Ufarte) marque plus de buts. La saison s'achève avec le titre en Coupe d'Espagne bien que Loren ne joue pas la finale face à l'Atlético de Madrid en raison d'une blessure. C'est le seul titre obtenu par Loren au cours de sa carrière.
Lors de la saison 1987-1988, Loren avec 11 buts est le deuxième meilleur buteur de la Real derrière José Mari Bakero. La Real Sociedad termine à la deuxième place du championnat d'Espagne et parvient en finale de la Coupe (Loren joue la finale perdue face au FC Barcelone de Johan Cruijff). Au terme de cette saison, les départs de Bakero et Begiristain au FC Barcelone laissent Loren avec la responsabilité de marquer les buts de la Real. La saison 1988-1989 n'est bonne ni pour la Real Sociedad ni pour Loren. Il ne parvient à marquer que 6 buts et le club termine à la 11e place en championnat. Le jeune attaquant Mikel Loinaz marque davantage que Loren.

### Athletic Bilbao
En 1989 se produit le transfert retentissant de Loren à l'Athletic Bilbao. Le club de Bilbao décide de payer les 300 millions de pesetas de la clause libératoire. Il s'agit à ce moment du plus gros transfert d'un joueur espagnol. Ce recrutement qui entrait dans la politique du président de l'Athletic Pedro Aurtenetxe de vouloir convertir l'Athletic en la sélection du Pays basque envenime les relations entre les deux grands clubs basques qui étaient jusqu'alors fraternelles. C'est le début d'une inimitié entre les deux clubs qui se poursuit aujourd'hui. Sans possibilités de recruter un autre attaquant basque du niveau de Loren, la Real Sociedad décide de rompre avec sa politique de jouer uniquement avec des joueurs formés au Pays basque, politique partagée par l'Athletic Bilbao. La Real recrute alors l'attaquant irlandais John Aldridge.
Cependant, Loren ne parvient pas à s'imposer avec l'Athletic. La pression en raison du transfert élevé et les grandes expectatives des supporters de Bilbao sont un poids trop lourd pour les épaules de Loren. Il marque 6 buts lors de sa première saison et il est critiqué. Lors de sa seconde saison, entraîné par Javier Clemente, Loren retourne à la position de défenseur central, poste qu'il occupait au tout début de sa carrière. Loren débute à ce poste face à la Real Sociedad et se retrouve au marquage de John Aldridge. En mars 1991, Clemente est licencié et remplacé par Iñaki Sáez qui n'aligne pas Loren en défense.
En été 1991, Loren est transféré au Real Burgos pour la somme de 150 millions de pesetas, soit la moitié de ce qu'avait payé l'Athletic deux ans avant. Son départ de Bilbao par la petite porte et dans une mauvaise ambiance facilite son retour à la Real Sociedad quelques années après. Avec l'Athletic, il joue en tout 62 matchs de championnat et marque 10 buts.

### Real Burgos
Le Real Burgos est un club récemment créé, né à la suite de la disparition du Burgos CF. Le Real Burgos monte en première division en 1990. Le club compte dans ses rangs un attaquant de renom en la personne du Roumain Gavril Balint. Loren, qui est originaire de Burgos, est recruté en été 1991 pour renforcer l'attaque.
Sa première saison au Real Burgos est assez bonne. Le club termine à la 9e place et Loren marque 7 buts. Il est titulaire la plupart du temps. Sa seconde saison est, comme le reste de l'équipe, nettement moins bonne. Le club finit dernier et descend en deuxième division. Au total, Loren joue 66 matchs de championnat avec le Real Burgos et marque 11 buts en deux saisons.

### Retour à la Real Sociedad
En 1993, Loren fait son retour à la Real Sociedad où il reste jusqu'en 2002. Quatre ans après son départ, il est reçu à bras ouverts dans son ancien club. Loren inscrit le premier but dans le nouveau Stade d'Anoeta lors de l'inauguration du stade face au Real Madrid. Cependant, il peine à être titularisé. L'entraîneur John Toshack décide d'imiter Clemente et place Loren en défense centrale. Loren s'adapte bien et joue à un bon niveau.
Durant plusieurs saisons, Loren forme la charnière défensive centrale aux côtés de José Antonio Pikabea. Loren joue lors de sa seconde étape avec la Real 256 matchs de championnat (presque tous en défense) et marque 9 buts. Il met un terme à sa carrière de footballeur en 2002 à l'âge de 35 ans. Loren rejoint ensuite le staff technique de la Real Sociedad, puis devient le directeur sportif du club. Il décide de démissionner de son poste en mars 2018, après une crise de résultats au sein de la Real. 

## Palmarès
Avec la Real Sociedad :
- Vainqueur de la Coupe d'Espagne en 1987